# Pliocardia kuroshimana
Pliocardia kuroshimana is een tweekleppigensoort uit de familie van de Vesicomyidae. De wetenschappelijke naam van de soort is voor het eerst geldig gepubliceerd in 2000 door Okutani, Fujikura & Kojima.